# Vittikko
Vittikko är en by i Keräsjokis dalgång invid Keräsjokiån i Nedertorneå socken i Haparanda kommun.
Här fanns under andra världskriget ett beredskapsläger med ett antal hundra soldater samt matsalar, manskapsbaracker, kök, stall, nästan allt man kan tänka sig i militär väg. De flesta barackerna fördes efter beredskapstidens slut över till Finland, efter att hus blivit nerbrända där efter tyskarnas våldsamma reträtt norrut. I dag ser man endast några få spår från var barackerna i lägret stod. Efter att invasionsförsvaret skrotats har kronan helt avvecklat kvarvarande mark med förråd. 